# أحمد ديلتش
أحمد ديلتش (بالألمانية: Ahmet Delić) هو لاعب كرة قدم نمساوي وصربي في مركز الوسط، ولد في 17 فبراير 1986 في Priboj ‏ في صربيا. لعب مع أدميرا فاكر مودلينغ وروت فايس أوبرهاوزن وزالايغيرزيغي تورنا إغيليت ونادي سانت بولتن.

## وصلات خارجية
- أحمد ديلتش على موقع قاعدة بيانات كرة القدم.إي يو (الإنجليزية)
- أحمد ديلتش على موقع Soccerway.com (الإنجليزية)